# Grande Ceinture de Bruxelles
Pour les articles homonymes, voir R21.
La Grande Ceinture de Bruxelles (en néerlandais : Middenring Brussel) est une rocade routière encerclant les quartiers centraux de Bruxelles, intermédiaire entre le Ring de Bruxelles (périphérique autoroutier) et la Petite Ceinture de Bruxelles encerclant les boulevards du centre historique de la capitale (Pentagone).
La Grande Ceinture porte le numéro R21 (Ring 21). 
Elle ne doit pas être confondue avec le « Grand Ring » (R0), ou Ring de Bruxelles, dont le nom est la traduction littéraire du néerlandais "Grote-Ring", ce qui crée une confusion entre les deux axes routiers (elles sont l’équivalent du périphérique et des boulevards extérieurs de Paris).
La Grande Ceinture forme un immense cercle surplombant les communes composant le centre de la ville, servant de petite voie expresse pour le déplacement d'une grande nationale à une autre, pour entrer dans le centre-ville ou pour se diriger vers le Ring de façon directe.
La Grande Ceinture est une infrastructure majeure de Bruxelles puisqu'elle joue le rôle de boulevard périphérique urbain, la Petite Ceinture étant située en pleine ville et le Ring passant, dans les faits, en banlieue. 
Mais sa discontinuité au sud et au nord, ainsi que l'inégalité de ses aménagements (voie rapide ou boulevard classique) fait que ce rôle est mal reconnu, bien qu'une signalétique particulière lui soit appliquée.

## Caractéristique
La Grande Ceinture est une route 2 × 2 voies (et parfois 2 × 3 voies) qui partage les communes du centre des communes de banlieue, formant un cercle de plus ou moins 30 km et traversé par 30 boulevards et avenues périphériques, possédant 15 points stratégiques (grands carrefours principaux).

## Les 15 grands carrefours principaux
- Gros Tilleul : rond-point du Gros Tilleul (Laeken)
- Basilique : carrefour de la Basilique (Koekelberg)
- Prince de Liège : ch. de Ninove / bld Louis Mettwie / bld de la Grande Ceinture / bld Prince de Liège
- Sylvain Dupuis
- Paepsem
- Albert : carrefour avenue Albert - chaussée d'Alsemberg
- Vanderkindere : carrefour avenue Winston Churchill - avenue Brugmann - avenue Albert - rue Vanderkindere
- La Cambre
- Couronne : carrefour avenue de la Couronne - boulevard Militaire - boulevard Général Jacques
- Arsenal : carrefour chaussée de Wavre - boulevard Louis Schmidt - boulevard Général Jacques
- Montgomery
- Reyers
- Meiser
- Josaphat
- Van Praet

## Composantes[1],[2]
- Boulevard Général Jacques
- Boulevard Louis Schmidt
- Boulevard Saint-Michel
- Boulevard Brand Whitlock
- Boulevard Auguste Reyers
- Boulevard Général Wahis
- Boulevard Lambermont
- Avenue Van Praet
- Avenue des Croix de Feu
- N 277
- Bd Emile Bockstael
- N 291
- N 290
- N 282
- N 6
- Bd papen
- N 241
- Avenue Molière
- Avenue Legrand
- Avenue Louise
- Avenue Lloyd George